# Sungai Pinang Nibung
Sungai Pinang Nibung is een bestuurslaag in het regentschap Ogan Ilir van de provincie Zuid-Sumatra, Indonesië. Sungai Pinang Nibung telt 1419 inwoners (volkstelling 2010).